# Walking in the Park with Eloise
Walking in the Park with Eloise (englisch für „Spaziergang mit Eloise im Park“) ist ein Instrumentallied der britischen Musikgruppe Wings, das 1974 unter dem Pseudonym The Country Hams als Single A-Seite veröffentlicht wurde. Komponist des Liedes ist James McCartney, der Vater von Paul McCartney.

## Hintergrund
Während der Aufnahmen zum Album Band on the Run waren Wings nur noch ein Trio, nachdem Gitarrist Henry McCullough und Schlagzeuger Denny Seiwell vor Beginn der Sessions in Lagos, Nigeria ausgestiegen waren. McCartney holte den schottischen Gitarristen Jimmy McCulloch und den englischen Schlagzeuger Geoff Britton, in dieser Formation flog die Band nach Nashville, USA, um mit neuen Aufnahmen zu beginnen. Dort wohnte die Band auf der Farm des Tennessee-Session-Musikers Claude Putman Jr. Wings probte in Putmans Garage, bevor sie im Juli 1974 in den Sound Shop Studios in Nashville aufnahm.
Laut Linda McCartney verbrachte sie mit Paul und Chet Atkins in Nashville einen Abend, während Paul McCartney Atkins verschiedene Lieder vorstellte. Eines der vorgestellten Lieder war das Instrumentallied Walking in the Park with Eloise, eine Komposition seines Vaters James McCartney. Chet Atkins schlug anschließend vor, das Lied aufzunehmen. Paul McCartney sagte dazu: „Mein Vater schrieb ein Lied – meines Wissens nur das eine – und viele Jahre später sagte ich: ‚Papa, kennst du das Lied, das du geschrieben hast: ‚Walking In The Park With Eloise‘?‘ Er sagte: ‚Ich habe es nicht geschrieben, ich habe es mir nur ausgedacht.‘ Wie auch immer, ich erzählte ihm, dass ich es mit ein paar Freunden von mir in Nashville aufgenommen hatte. Einer der Freunde war Chet Atkins, und er hatte Floyd Cramer mitgebracht. Wir setzten uns zusammen und machten eine kleine Aufnahme des Liedes, um es meinem Vater vorzuspielen.“
Walking in the Park with Eloise wurde als Single unter dem Pseudonym The Country Hams veröffentlicht, konnte sich aber nicht in den Charts platzieren. Für Walking in the Park with Eloise wurde kein Musikvideo gedreht und Wings spielten es auch nicht live.
McCartney sagte über die Reaktion seines Vaters: „Er liebte es, eine Platte herauszubringen – aber er ist sehr schüchtern... Und er mochte die ganze Publicity nicht. Ich erinnere mich, dass er sehr emotional war, als ich es ihm zum ersten Mal vorspielte. Er sagte, ich hätte mir wirklich nicht die Mühe machen sollen, aber ich weiß, dass es ihm Spaß gemacht hat.“
McCartney trat am 30. Januar 1982 in der BBC Radio 4-Show Desert Island Discs auf. Zu seinen acht ausgewählten Songs gehörte auch Walking in the Park with Eloise, das daraufhin in Großbritannien wiederveröffentlicht wurde.

## Aufnahme
Walking in the Park with Eloise wurde von den Wings, ohne Jimmy McCulloch und Linda McCartney, und ansässigen Studiomusikern am 16. Juli 1974 in den Soundshop Recording Studios in Nashville mit Paul McCartney als Produzenten aufgenommen. Ernie Winfrey war der Toningenieur der Aufnahmen. Die Abmischung erfolgte im Juli ebenfalls in den Soundshop Recording Studios.
Besetzung:
- Paul McCartney:  Bass, Waschbrett
- Denny Laine: Akustische Gitarre
- Geoff Britton: Schlagzeug
- Chet Atkins: E-Gitarre
- Floyd Cramer: Klavier
- Bobby Thompson: Banjo
- Denis Good: Posaune
- Don Sheffield: Trompete
- Bill Puitt: Klarinette

## Veröffentlichung
- Die Single Walking in the Park with Eloise / Bridge on the River Suite erschien in Großbritannien am 18. Oktober 1974 (USA: 2. Dezember 1974).[3][4] Die Promotionsingle wurde in den USA wie folgt veröffentlicht: Auf der A-Seite befindet sich die Mono-Version von Walking in the Park with Eloise und auf der B-Seite die handelsübliche Single-Version des Liedes.[5]
- Am 10. Juli 1989 wurde das Album Wings at the Speed of Sound erstmals auf CD mit drei Bonusliedern, inklusive Walking in the Park with Eloise, veröffentlicht.[6] Am 7. Juni 1993[7] wurde die CD in einer erneut von Peter Mew remasterten Version mit denselben drei Bonusliedern veröffentlicht.[8] Auf der Wiederveröffentlichung von 2014 war Walking in the Park with Eloise nicht mehr enthalten.
- Am 31. Oktober 2014 (Standard Edition) und am 7. November 2014 (Deluxe Edition) wurde Venus and Mars, zum dritten Mal remastert, von dem Musiklabel Hear Music / Concord Music Group als Teil der Paul McCartney Archive Collection veröffentlicht. Diese Versionen enthalten Walking in the Park with Eloise.[9]
- Am 2. Dezember 2022 wurde die Singlebox The 7″ Singles Box veröffentlicht, die auch Walking in the Park with Eloise als B-Seite von In the Blink of an Eye enthält.